# Coccoloba lindaviana
Coccoloba lindaviana är en slideväxtart som beskrevs av Howard. Coccoloba lindaviana ingår i släktet Coccoloba och familjen slideväxter. Inga underarter finns listade i Catalogue of Life.